# Gebäudetrocknung
Mit  Gebäudetrocknung wird die technische Austrocknung von verschiedenen Bausubstanzen nach dem Bau oder nach Durchfeuchtung durch einen Wasserschaden bezeichnet. 
Man unterscheidet zwischen der technischen Trocknung von Estrichdämmschichten, Trennschichten von Estrichen auf Trennlage, Verbundestrichen, Hohlräumen, Wänden und Decken.
Begleitend zu einer technischen Trocknung werden Feuchtemessungen durchgeführt. Dazu kann bei der Trocknung mit Prozessluft die relative Luftfeuchtigkeit und Temperatur der eintretenden und austretenden Luft gemessen werden. Die Messwerte können dann anhand eines HX-Diagrammes oder einer HX-Tabelle in einen absoluten Wert, Gramm Wasser pro Kilogramm Luft, umgerechnet werden. Differenzen zwischen Zu- und Abluft bis zu 3 g/kg deuten auf das Erreichen der üblichen Haushaltsfeuchte hin. Bei der Trocknung von Wandflächen mit Kondensations- und Adsorptionstrocknern werden überwiegend zur Kontrolle zerstörungsfreie, elektronische Feuchtemessungen durchgeführt.

## Trocknung von Estrichdämmschichten und Estrichböden
Estrichdämmschichten können durch Einblasen trockener Warmluft, sogenannter Prozessluft, sukzessive getrocknet werden (Überdruckverfahren). Das Überdruckverfahren sollte heutzutage aufgrund mikrobieller Belastung und verschiedener Schadstoffe nicht mehr ausgeführt werden. Außerdem besteht die Gefahr, dass bei einigen Estricharten wie z. B. Gussasphalt oder Anhydritestrich im Überdruckverfahren das Material geschädigt wird. Bei sensiblen, staub- und partikelbildenden Dämmschichten wird daher feuchte Luft vorzugsweise aus dem Bodenaufbau abgesaugt (Unterdruckverfahren). Dazu müssen Zugänge zur Dämmschicht geschaffen werden. Die Prozessluft wird durch Einsatz von Kondensations- oder Adsorptionstrocknern getrocknet.

### Trocknung über Kernbohrungen
Hier werden durch den Oberboden Kernbohrungen mit Durchmesser 50 mm in die Estrichplatte eingebracht. In diese Bohrungen werden entsprechende Stutzen (Einschraub-, Einpressstutzen oder Einblasplatten) eingesetzt, an die dann der Prozessluftschlauch angeschlossen wird. Zur Einflutung der Prozessluft oder Absaugung der Feuchtluft werden Seitenkanalverdichter verwendet. Vor Ausführung ist zu klären, ob Rohrleitungen (z. B. Fußbodenheizung) oder Leitungen der Elektroinstallation im Fußbodenaufbau verlegt wurden. 
Eine Variante ist das Trocknen über Überkopfbohrungen, dabei werden die Bohrungen ohne Beschädigung der Bodenfläche durch die unter der Estrichdämmschicht befindliche Geschossdecke gebohrt. Diese Bohrungen sollte jedoch nur in Ausnahmefällen gesetzt werden, weil es sich um einen Eingriff in die Statik handelt, ggf. die Dampfsperre nicht wiederhergestellt werden kann und die Bohrung auf jeden Fall wieder mit einem Brandschutzstopfen versehen werden muss. Außerdem muss auch bei dieser Variante vor Ausführung der Bohrungen sichergestellt werden, dass keine Rohre oder E-Leitungen beschädigt werden.

### Fugenschnittverfahren
Bei diesem Verfahren werden mit einer speziellen Nass-Säge etwa 30 cm lange Schnitte in den Fugen des Oberbodens durch die Estrichplatte bis in die Dämmschicht hergestellt. Einblasplatten mit einer umlaufenden Gummidichtlippe werden auf diesen Schnitten fixiert. Nach Fertigstellung der Trocknung wird der Schnitt wieder verschlossen.

### Fugendüsen- oder Randstreifenverfahren
Bei schwimmend verlegten Estrichplatten befindet sich als Trennung zwischen aufgehendem Mauerwerk und Estrichplatte ein mit Pappstreifen oder Schaumstoffstreifen verfüllter Randstreifen. Durch auf in den Randstreifen gesteckte Düsen oder auf dem Randstreifen abgedichtete Kästen wird die Prozessluft in die Estrichdämmschicht eingebracht. Die Luft strömt auf der gegenüberliegenden Seite aus, alle anderen Fugen werden abgedichtet. Auf ähnliche Weise können Dehnungsfugen genutzt werden. Das Verfahren eignet sich nicht für Unterdruckverfahren. Das Verfahren ist zerstörungsfrei, aber im Vergleich zur Trocknung über Kernbohrungen weniger effektiv.

### Fugenkreuzverfahren
Bei diesem Verfahren werden bei gefliesten Oberböden Bohrungen mit 3 bis 5 mm Durchmesser in die Fugenkreuze zwischen den Fliesen eingebracht. In diese Bohrungen werden Düsen eingesetzt, über die Prozessluft eingeflutet werden kann. Die Luft tritt über die Randfuge oder zusätzliche Austrittsbohrungen wieder aus. Dieses Verfahren kommt selten zur Anwendung, da die Nachteile deutlich überwiegen. Durch die Vielzahl der Bohrungen in ihrer rasterartigen Position wird eventuell die Statik der Estrichplatte geschwächt. Durch die geringe Größe der Bohrungen kann im Vergleich zu anderen Verfahren nicht genügend Prozessluft eingeflutet werden, was zu vergleichsweise langen Trocknungszeiten führt. Da jede einzelne Düse mit einem Schlauch versehen werden muss, ist der Raum, in dem das Verfahren angewendet wird, nicht mehr begehbar.

### Trocknungen von Estrichböden auf Trennlage
Die Trocknung von Estrichen auf Trennlage erfolgt ähnlich wie bei Estrichdämmschichten, zusätzlich muss die Prozessluft jedoch auch unter die aus Folien oder Ölpapier bestehende Trennlage eingeblasen werden. 

### Trocknung von Verbundestrichen
Verbundestriche werden durch Einsatz von Kondensationstrocknern oder Adsorptionstrocknern sowie Axialventilatoren getrocknet. Die Raumluftfeuchte wird abgesenkt, die Estrichplatte gibt die gespeicherte Feuchtigkeit an die getrocknete Raumluft ab.

## Trocknung von Hohlräumen
Hohlräume treten insbesondere in Trockenbauwänden und Holzbalkendecken auf. Das Verfahren entspricht dem bei der Estrichtrocknung. Nach Schaffen von Zugängen wird Prozessluft einflutet oder abgesaugt. 

## Trocknung von Wand- und Deckenflächen
Wand- und Deckenflächen werden durch die Aufstellung von Kondensations- oder Adsorptionstrocknern sowie Axialventilatoren getrocknet. In Einzelfällen (wie z. B. bei durchfeuchtetem Ziegelmauerwerk) ist es erforderlich, die zu trocknenden Bereiche zu erwärmen. Dieses wird oft mit Infrarotstrahlern durchgeführt. Der Einsatz von Gasheizgeräten, die ihre Abgase direkt in den zu trocknenden Raum abgeben, ist ausgeschlossen, da bei der Verbrennung von Gas Wasser entsteht.

## Belege
1. 1 2 3  Informationen auf der Website eines Anbieters (Seite nicht mehr abrufbar, festgestellt im April 2018. Suche in Webarchiven)  Info: Der Link wurde automatisch als defekt markiert. Bitte prüfe den Link gemäß Anleitung und entferne dann diesen Hinweis.
2. ↑   Website eines Anbieters (Memento des Originals vom 2. August 2009 im Internet Archive)  Info: Der Archivlink wurde automatisch eingesetzt und noch nicht geprüft. Bitte prüfe Original- und Archivlink gemäß Anleitung und entferne dann diesen Hinweis.
3. ↑  Website eines Anbieters (Seite nicht mehr abrufbar, festgestellt im April 2018. Suche in Webarchiven)  Info: Der Link wurde automatisch als defekt markiert. Bitte prüfe den Link gemäß Anleitung und entferne dann diesen Hinweis.
4. ↑  Angaben eines Anbieters (Seite nicht mehr abrufbar, festgestellt im April 2019. Suche in Webarchiven)  Info: Der Link wurde automatisch als defekt markiert. Bitte prüfe den Link gemäß Anleitung und entferne dann diesen Hinweis. (PDF; 923 kB)